# Austrochaperina adelphe
Espèce
Synonymes
- Sphenophryne adelphe Zweifel, 1985

Statut de conservation UICN

 LC  : Préoccupation mineure
Austrochaperina adelphe est une espèce d'amphibiens de la famille des Microhylidae.

## Répartition
Cette espèce est endémique d'Australie. Son aire de répartition concerne la région de Darwin dans le Territoire du Nord et l'île Melville,.

## Étymologie
Le nom spécifique adelphe vient du grec adelphós, du frère, de la sœur, en référence à la relation étroite de cette espèce avec Austrochaperina gracilipes.

## Publication originale
- Zweifel, 1985 : Australian frogs of the family Microhylidae. Bulletin of the American Museum of Natural History, vol. 182, p. 267-388 (texte intégral).